# Ai vist lo lop
Ai vist lo lop (He visto al lobo o Vi el lobo) es una canción medieval - tradicional occitana (ca. siglo XIII). Tiene una variante en francés titulada "He visto al lobo, al zorro y a la comadreja". Se canta en varios idiomas de Europa; entre ellos, el francés, el alemán y el danés.

## Historia
La primera mención de la canción data de los ss. XII-XIV en Provenza. Está se ha trasmitido en forma de Bourrée de tres tiempos desde el siglo XVI y forma parte del repertorio musical tradicional de la región francesa de Macizo Central desde los comienzos del siglo XIX.
Estructura en forma binaria, se difundió principalmente como una canción infantil en zonas en donde se hablaba occitano.
Con el renacimiento de la música folk en los años 70, el tema sigue siendo transmitido por numerosas agrupaciones musicales, tanto en su forma ternaria como en la binaria. Actualmente todavía es tocado en Francia por el dúo Brotto Lopez (versión ternaria). En Alemania, ha sido interpretado en concierto por el grupo de folk-metal alemán In Extremo en su versión binaria. 

## Letra
| Original (En Occitano) | Traducción |
| --- | --- |
| Ai vist lo lop, lo rainard, la lèbre Ai vist lo lop, lo rainard dançar Totei tres fasián lo torn de l'aubre Ai vist lo lop, lo rainard, la lèbre Totei tres fasián lo torn de l'aubre Fasián lo torn dau boisson folhat. Aquí trimam tota l'annada Per se ganhar quauquei sòus Rèn que dins una mesada Ai vist lo lop, lo rainal, la lèbre Nos i fotèm tot pel cuol Ai vist la lèbre, lo rainal, lo lop. | He visto al lobo, al zorro, a la liebre He visto al lobo, al zorro bailar. Los tres daban la vuelta al árbol, He visto al lobo, al zorro, a la liebre Los tres daban la vuelta al árbol Daban la vuelta al matorral brotando hojas Aquí se trajina todo el año Para ganarse unas perras Y en sólo un mes He visto al lobo, al zorro, a la liebre, Nos quedamos sin dinero He visto a la liebre, al zorro, al lobo. |

## Versiones e interpretaciones notables
- La más famosa es la del conjunto alemán de folk-metal In Extremo, cuya versión está incluida en el álbum Weckt die Toten! de 1998.[4]
- Versión francesa interpretada por el grupo francés Le Poème Harmonique en 2001
- Versión en francés cajún en género Zydeco del grupo Balfa Brothers.
- En 1999, el grupo Valravn lanzó una versión en danés titulada "Jeg så en Ulv, en Ræv, en Hare".